# 三谷光男
三谷 光男（みたに みつお、1959年6月16日 - ）は、日本の政治家。
内閣総理大臣補佐官（野田第3次改造内閣）、財務大臣政務官兼復興大臣政務官（野田内閣・野田第1次改造内閣・野田第2次改造内閣）、衆議院議員（2期）を歴任した。

## 来歴
広島県呉市生まれ。広島県立呉三津田高等学校、大阪大学経済学部卒業。大学卒業後、松下幸之助が設立した松下政経塾に入塾する（第4期生）。
1988年に松下政経塾を卒業し、その後は広島県選出の宮澤喜一衆議院議員の秘書を務める。宮澤が小渕内閣で大蔵大臣に起用された際は大臣秘書官に就任した。宮澤の引退後は、地盤を引き継いだ宮澤洋一（宮澤喜一の甥）の政策担当秘書を務めた。
2003年11月の第43回衆議院議員総選挙に広島5区から無所属で出馬したが、自由民主党の池田行彦に敗れた。落選後、民主党に入党。翌2004年、池田の死去に伴う補欠選挙に民主党公認で出馬したが、池田の娘婿である寺田稔に敗れ、再び落選した。
2005年の第44回衆議院議員総選挙では広島5区で再び寺田に敗れたが、重複立候補していた比例中国ブロックで復活し、初当選した。2009年の第45回衆議院議員総選挙では初めて広島5区で寺田を破り、再選（寺田は比例復活もならず落選）。
2011年9月、野田内閣で財務大臣政務官に任命され、野田第1次改造内閣から復興大臣政務官を兼務する。2012年10月、野田第3次改造内閣で内閣総理大臣補佐官（政治主導による政策運営及び国会対策担当）に起用された。
同年12月の第46回衆議院議員総選挙では広島5区から出馬するも前回下した寺田に敗れ、比例復活もならず落選した。
2014年12月の第47回衆議院議員総選挙では広島5区から民主党公認で出馬する予定であったが、直前で体調不良を理由に断念した。
2017年10月の呉市長選挙に連合広島の推薦を受けて出馬するも、新原芳明に破れ落選。
2021年11月、再度呉市長選に挑むも惜敗（惜敗率94.7％）。

## 政策
- 憲法改正に賛成[6]。
- 集団的自衛権の行使を禁じた政府の憲法解釈を見直すことに賛成[6]。
- 日本の核武装について検討すべきでないとしている[6]。
- 原子力規制委員会の新基準を満たした原発は再開すべきとしている[6]。
- 女性宮家の創設に賛成[6]。
- 日本のTPP参加に賛成[6]。

## 所属していた団体・議員連盟
- 日本会議国会議員懇談会
- 永住外国人の地方参政権を慎重に考える勉強会
- 慰安婦問題と南京事件の真実を検証する会
- 花斉会（野田グループ）